# 리암 쿠퍼
리암 데이비드 이언 쿠퍼(영어: Liam David Ian Cooper, 1991년 8월 30일 ~ )는 현재 잉글랜드 EFL 챔피언십의 클럽 리즈 유나이티드 FC에서 뛰는 스코틀랜드의 축구 선수이다.